# SN 2012J
SN 2012J – dziesiąta supernowa skatalogowana w 2012 roku. Należąca do typu Ic, supernowa położona jest w galaktyce ESO 386-39. Została odkryta 2 stycznia przez Berto Monarda, jej jasność w momencie odkrycia wynosiła 16,8m.